# Pero modocata
Pero modocata là một loài bướm đêm trong họ Geometridae.